# Енріке Кабрера
Енріке Кабрера (ісп. Enrique Cabrera, Поса-Ріка-де-Ідальго, Веракрус, 14 липня, 1974) — мексиканський скульптор, також відомий як реставратор, музикант і фотограф.

## Кар'єра
Його роботи виставлялися в Луврі, Музеї Пікассо в Антібі (Франція), Музеї образотворчого мистецтва Морі в Токіо (Японія), Рокфеллер-центрі, Meatpacking, Fine Art Fair (США) серед інших. Крім того, Кабрера активно співпрацює з різними фондами як посол у Scholas Ocurrentes Папи Франциска, amfAR, ЮНІСЕФ, фондів Рікі Мартіна, Еви Логрорії та Les Couleurs Charity.
Кабрера реставрував різні предмети мистецтва у різних куточках світу в рамках співпраці з Державним Центром Досліджень у галузі образотворчого мистецтва (CENIDIAP, Centro Nacional de Investigación en Bellas Artes у Мексиці) та Державним Інститутом образотворчого мистецтва Мексики (INBA, Instituto Nacional de Bellas Artes). На замовлення уряду Мексики у 2009 р. та уряди Франції у 2010 р. реставрував деякі скульптури з-поміж найважливіших предметів національної спадщини цих країн, використовуючи стародавні техніки реставрації.
Найбільш значущі його колекції – «Trilogía» («Трилогія»), «Palmarius», «Palmarius Colors», «Skull Miami Colors», «Cavallo Veloce», «Naia», «El Toro de Oro» (« Золотий бик», «El Toro Platino» («Платиновий бик») та «La Gran Manzana» («Велике яблуко»).
Його культовий твір «Palmarius» виставлявся у 28 країнах світу, на сезонних виставках у Парижі, Каннах, Дубаї, Римі, Флоренції, Токіо, Маямі, Нью-Йорку, Лос Анджелесі та інших містах. Інший його твір, La Gran Manzana («Велике яблуко»), є одним з найважливіших проєктів паблік-арт XXI століття, що є вятинею місту Нью-Йорку і реалізованим у співпраці з Mitsui Fudosan America Inc. – однією з найбільших в Америці будівельних компаній та компанією холдингу Mitsui, найбільшої у Японії. Це найбільша скульптура, яка коли-небудь встановлена в місті Нью-Йорк.

## Роботи
- Trilogía
- Skull Miami Colors
- Virgen de Guadalupe
- San Miguel Arcángel
- Palmarius
- Palmarius Colors
- Caballo Veloce
- Naia
- El Toro de Oro